# Midrange počítače

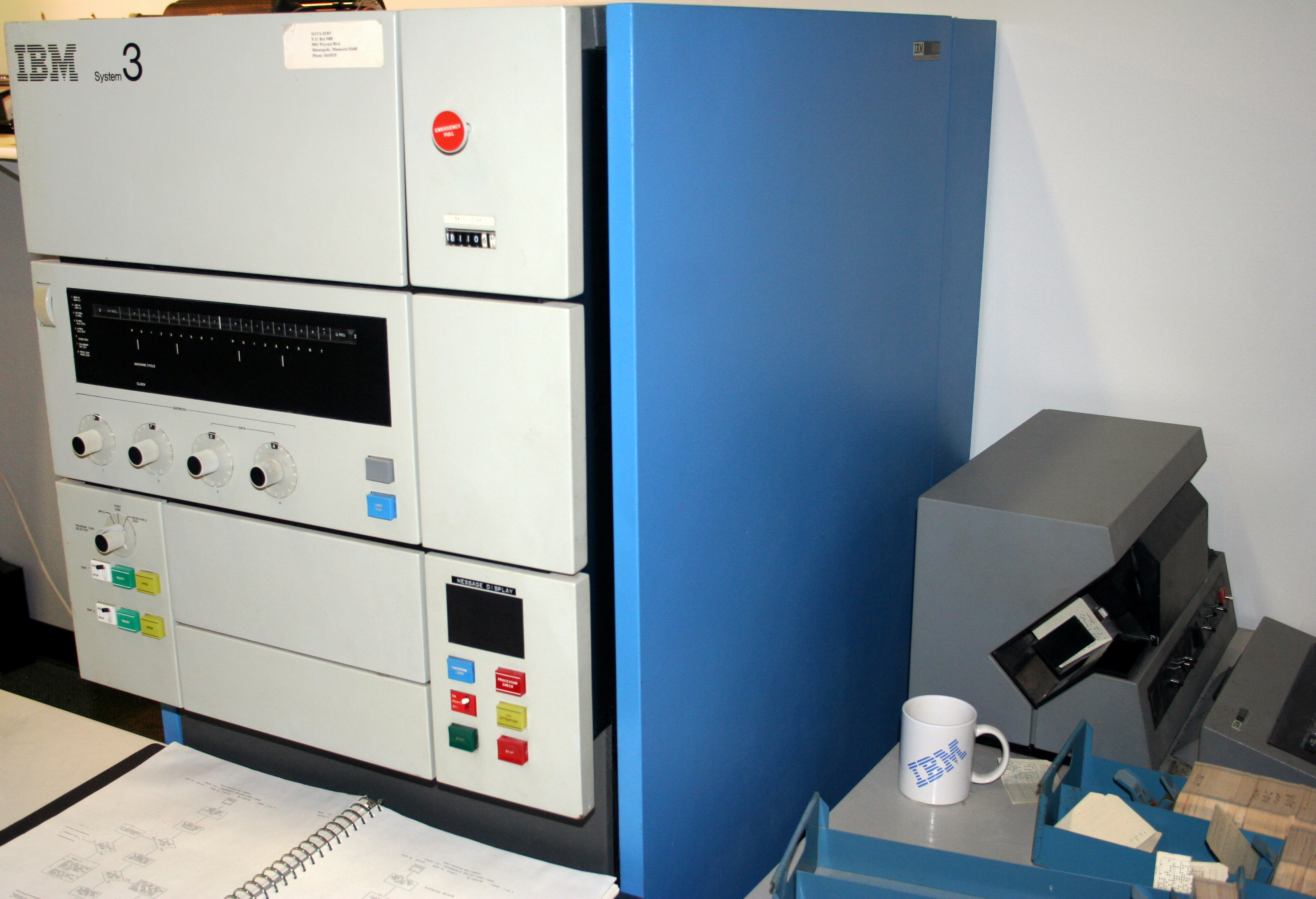
IBM System/3, midrange počítač představen v roce 1969

Midrange počítače (česky počítače střední třídy) je v informatice označení pro počítačové systémy, které spadají do oblasti mezi mainframe počítače a mikropočítače.
Tato třída se objevila v roce 1960 a stanice byly v této době obecně známy jako minipočítače – zejména modely od firmy ÐEC (řada PDP), Data General, Hewlett-Packard (řada HP 3000 a nástupci) a Sun Microsystems (SPARC Enterprise). Tyto minipočítače byly široce používány ve vědě, výzkumu a podnikání. 
Firma IBM si oblíbila termín „midrange computer“ pro jejich srovnatelný, ale více business orientovaný System/3, System/34, System/32, System/36, System/38, a řada AS/400, které jsou nyní reprezentovány IBM i.
Midrange systémy jsou hlavně používané jako síťové high-end servery a jako další typy serverů, které zvládnou zpracování mnoha podnikových aplikací. I když nejsou tak výkonné jako sálové počítače, tak jejich náklady na pořízení a údržbu jsou nižší než u mainframe systémů a tím vyhovují výpočetním potřebám mnoha organizací. Midrange systémy se staly populární jako výkonné síťové servery, které pomáhají spravovat velké množství internetových stránek, firemní intranety, extranety a jiných sítích. Dnes Midrange systémy zahrnují servery používané v kontrolních procesech a mají hlavní roli v automatizované výrobě (CAM). Mohou mít také formu výkonných technických pracovišť pro počítačově podporované navrhování (CAD) a graficky náročných aplikací. Midrange systémy jsou také používány jako front-end servery pomáhající sálovým počítačům v telekomunikačním zpracování a ve správě sítě.